# Готфрид I (граф на Вердюн)
Готфрид I Пленник (на френски: Godefroid I de Verdun, Captif, le Vieux, на немски: Gottfried der Gefangene; * 935/940; † 3 септември 998) от род Вигерихиди, (или Арденски дом) е от 959 г. граф на Бидгау и от 960 г. граф на Метингау, през 963 – 998 г. граф на Вердюн, през 974 – 998 г. граф на Хенегау и Монс и от 969 г. маркграф на Антверпен и Енаме.

## Живот
Той е син на Гозело († 942), граф на Ардененгау и Бидгау, син на граф Вигерих, и на Ода от Мец († 963), племенница на крал Хайнрих I Птицелов от Източнофранкското кралство.
През 985 г. Готфрид I е пленен заедно с неговия син Фридрих и чичо му Зигфрид I Люксембургски от Лотар (кралят на Западнофранкското кралство) и две години е в затвор при граф Хериберт Млади от Троа. Той е освободен през 987 г., когато Хуго Капет е избран за крал и след даване на някои от неговите територии.
Готфрид I се жени през 963 г. за Матилда Саксонска († 25 май 1009), вдовица на граф Балдуин III († 962) от Фландрия, дъщеря на Херман Билунг († 973, херцог на Саксония) от род Билунги.

## Деца
- Адалберо II от Вердюн(* 964; † 19 март 991), епископ на Вердюн (984 – 991)
- Фридрих († 6 януари 1022), граф на Вердюн, монах в Saint Vanne
- Херман от Вердюн или Херман от Енаме († 28 май 1029), граф на Вердюн, граф в Брабантгау
- Готфрид II (* 965; † 1023 сл. 11 август), херцог на Долна Лотарингия.
- Готцело I (* 970, † 19 април 1044), херцог на Долна Лотарингия (1023 – 1044) и на Горна Лотарингия (1033 – 1044).
- Ирмингарда или Ерменгарда († 1042); ∞ с нейния близък роднина граф Ото фон Хамерщайн (* 965; † 5 юни 1036) (Конрадини)